# Биг-Стон (тауншип, Миннесота)
Биг-Стон (англ. Big Stone) — тауншип в округе Биг-Стон, Миннесота, США. На 2000 год его население составило 253 человека.

## География
По данным Бюро переписи населения США площадь тауншипа составляет 89,1 км², из которых 78,4 км² занимает суша, а 1 км² — вода (12,03 %).

## Демография
По данным переписи населения 2000 года здесь находились 253 человека, 105 домохозяйств и 82 семьи.  Плотность населения —  3,2 чел./км².  На территории тауншипа расположено 183 постройки со средней плотностью 2,3 построек на один квадратный километр. Расовый состав населения: 99,60 % белых и 0,40 % афроамериканцев.
Из 105 домохозяйств в 23,8 % воспитывались дети до 18 лет, в 70,5 % проживали супружеские пары, в 1,9 % проживали незамужние женщины и в 21,9 % домохозяйств проживали несемейные люди. 21,0 % домохозяйств состояли из одного человека, при том 10,5 % из — одиноких пожилых людей старше 65 лет. Средний размер домохозяйства — 2,41, а семьи — 2,76 человека.
20,2 % населения — младше 18 лет, 4,7 % — в возрасте от 18 до 24 лет, 21,7 % — от 25 до 44, 26,5 % — от 45 до 64, и 26,9 % — старше 65 лет. Средний возраст — 49 лет. На каждые 100 женщин приходилось 105,7 мужчин.  На каждые 100 женщин старше 18 приходилось 108,2 мужчин.
Средний годовой доход домохозяйства составлял 38 750 долларов, а средний годовой доход семьи —  42 083 доллара. Средний доход мужчин —  28 438  долларов, в то время как у женщин — 23 125. Доход на душу населения составил 17 856 долларов. За чертой бедности находились 3,4 % семей и 5,5 % всего населения тауншипа, из которых 7,1 % младше 18 и 3,8 % старше 65 лет.